# Микроорганизъм
Микроорганизмът или микроб (гръцки: μικρός – малък, βίος – живот) е вид организъм, невидим с просто око. За микроорганизми се смятат всички организми, по-малки от 100 µm: бактерии, дрожди, плесени и първаци. Те се изучават от науките бактериология, микология и протозоология. Общата наука, която изучава устройството, живота, развитието и значението на микроорганизмите за човека, растенията и цялата природа, се нарича микробиология.
Обикновено микроорганизмите са едноклетъчни микроби. Много видове микроорганизми се наблюдават с помощта на оптични микроскопи, а вирусите – с помощта на електронен микроскоп.

## Разпространение
Микроорганизмите са широко разпространени в природата – населяват почвата, водата, въздуха. Срещат се на места, където не могат да живеят други растения и животни, в горещите извори, нефта, пясъците и т.н. Те съпътстват човека и животните през целия им живот. Намират се по облеклото и телата им, в много хранителни продукти, в питейната вода, а чрез въздуха попадат в храносмилателната и дихателната система.

## Значение на микроорганизмите
Значението на микроорганизмите за живота на нашата планета е многостранно. Те участват в образуването на торфа, каменните въглища, нефта, почвата и имат значение за нейното плодородие. Много видове микроорганизми имат приложение при производството и съхранението на различни хранителни и нехранителни стоки, лекарства, препарати и др.
Някои видове микроорганизми са причинители на болести при човека, животните и растенията и причиняват разваляне на продуктите, поради което се смятат за вредни.
Благодарение на появата и развитието на микроорганизмите, човекът от най-дълбока древност ползва такива микробиологични процеси, като превръщането на гроздовия сок във вино, оцет и други хранителни продукти.